# Martin Ritzmann
Martin Ritzmann (* 21. Februar 1919 in Oberschönau; † 7. August 1984 in Ost-Berlin) war ein deutscher Opernsänger (Tenor).

## Leben
Zwischen 1949 und 1951 studierte Ritzmann am Konservatorium in Erfurt Gesang. Nach erfolgreichem Abschluss bekam er 1951 sein erstes Engagement am Landestheater Altenburg und konnte dort als Chapelou in der Oper Le postillon de Lonjumeau debütieren. 
1954 wechselte Ritzmann an das Metropol-Theater in Berlin. Er war dort bis 1958 Mitglied des Ensembles und sang dort meistenteils in Operetten. Im Anschluss daran bekam er ein Engagement an der deutschen Staatsoper. Mit den Jahren konnte er auch beim Plattenlabel Eterna mehrere Schallplattenaufnahmen einspielen.
Während seines gesamten Künstlerlebens unternahm Ritzmann immer wieder ausgedehnte Gastspielreisen nach und durch Ungarn, Österreich, Tschechoslowakei, Bundesrepublik, Belgien und der Schweiz.
Mit 65 Jahren starb Martin Ritzmann am 7. August 1984 in Ost-Berlin und fand seine letzte Ruhestätte auf dem Friedhof Pankow IX von Berlin-Französisch Buchholz.

## Partien (Auswahl)
- Chapelou – Der Postillon von Lonjumeau (Adolphe Adam)
- Alfred – La traviata (Giuseppe Verdi)
- Richard – Ein Maskenball (Giuseppe Verdi)
- Don Carlos – Don Carlos (Giuseppe Verdi)
- Herzog – Rigoletto (Giuseppe Verdi)
- Belmonte – Die Entführung aus dem Serail (Wolfgang Amadeus Mozart)
- Don Ottavio – Don Giovanni (Wolfgang Amadeus Mozart)
- Radames – Aida (Giuseppe Verdi)
- Linkerton – Madame Butterfly (Giacomo Puccini)
- Mario Cavaradossi – Tosca (Giacomo Puccini)
- Bacchus – Ariadne auf Naxos (Richard Strauss)
- Erik – Der Fliegende Holländer (Richard Wagner)
- Stolzing – Die Meistersinger von Nürnberg (Richard Wagner)
- Kalaf – Turandot (Giacomo Puccini)
- Otello – Otello (Giuseppe Verdi)
- Max – Der Freischütz (Carl Maria von Weber)
- Kaiser – Die Frau ohne Schatten (Richard Strauss)
- Lohengrin – Lohengrin (Richard Wagner)

## Auszeichnungen
- 1962: Kunstpreis der DDR
- 1979: Vaterländischer Verdienstorden in Gold

| Personendaten    | Personendaten                 |
| ---------------- | ----------------------------- |
| NAME             | Ritzmann, Martin              |
| KURZBESCHREIBUNG | deutscher Opernsänger (Tenor) |
| GEBURTSDATUM     | 21. Februar 1919              |
| GEBURTSORT       | Oberschönau                   |
| STERBEDATUM      | 7. August 1984                |
| STERBEORT        | Berlin                        |